# Ricampionamento di Lanczos

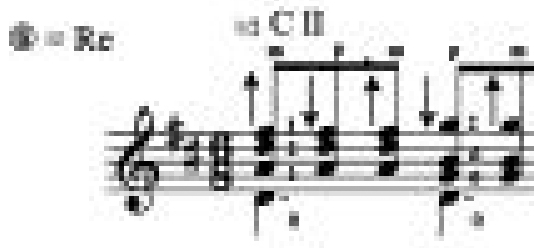
Incipit di un pezzo di Gaspar Sanz. Scansione originale, di bassa qualità e con visibili artefatti dovuti a JPEG. Aprire l'immagine per apprezzare i dettagli.

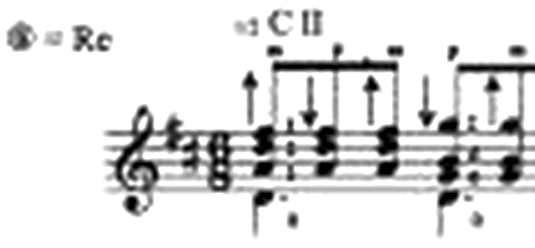
La stessa immagine ricampionata con l'algoritmo di Lanczos aumentando di 5 volte il numero di campioni in entrambe le direzioni. Viene così ridotta la "pixellatura" dell'immagine precedente.

L'algoritmo di ricampionamento di Lanczos (noto anche come Lanczos2 e Lanczos3) fa uso di una funzione sinc finestrata come nucleo di convoluzione per ricampionare un'immagine. Il nome di questo algoritmo si riferisce a Cornelius Lanczos

## Nucleo
Il nucleo del filtro di ricampionamento è il seguente:
{\displaystyle L(x)={\begin{cases}1&{\text{se}}\;\;x=0\\\quad &\\\displaystyle {\frac {a\sin(\pi x)\sin(\pi x/a)}{\pi ^{2}x^{2}}}&{\text{se}}\;\;0<|x|<a\\\quad &\\0&{\text{altrimenti}}\end{cases}}}
Il parametro a è un numero naturale a cui di solito si attribuisce il valore di 2 o 3 e determina la dimensione del nucleo. La funzione L(x) ha 2a − 1 lobi, uno positivo al centro e a−1 lobi a sinistra e a destra (parte negativa e positiva).

## Applicazioni
I seguenti programmi fanno uso dell'algoritmo di Lanczos:
- Anteprima
- VirtualDub
- IrfanView
- AviSynth
- ImageMagick
- PTGui
- The Gimp
- GraphicConverter
- XnViev
- FastStone Photo Resizer
- Affinity Photo